# Christopher Doyle
Christopher Doyle  és un director de fotografia australià nascut a Sydney el 1952. Als 18 anys va abandonar Austràlia i no seria fins als 31 anys que debutaria en el cinema gràcies al director taiwanès Edward Wang. Christopher Doyle ha treballat regularment amb Wong Kar-Wai des de finals dels anys 80. A la Xina ha treballat amb els directors més importants, entre els quals destaquen Chen Kaige i Zhang Yimou. A finals dels anys 90 Christopher Doyle va fer una breu escala a Hollywood per rodar amb Gus Van Sant. Ha guanyat múltiples premis tant a festivals de cinema orientals com occidentals. Els darrers anys Christopher Doyle ha viscut entre Hong Kong, Xina, Anglaterra, Austràlia i els Estats Units.

## Filmografia parcial
- 1994: Ashes of Time
- 1995: Fallen Angels
- 2000: Desitjant estimar (In the Mood for Love))
- 2002: L'americà impassible (The Quiet American)
- 2002: Hero
- 2002: La generació robada (Rabbit-Proof Fence)
- 2004: Dumplings
- 2004: 2046
- 2004: Eros
- 2006: La jove de l'aigua (Lady in the Water)
- 2007: Paranoid Park
- 2009: The Limits of Control